# هالیدی شورز، ایلینوی
هالیدی شورز (به انگلیسی: Holiday Shores) یک منطقهٔ مسکونی در ایالات متحده آمریکا است که در شهرستان مدیسن، ایلینوی واقع شده‌است. هالیدی شورز ۲٬۸۸۲ نفر جمعیت دارد و ۱۵۷٫۸۹ متر بالاتر از سطح دریا واقع شده‌است.